# Chase Coffman
Chase Allen Coofman (* 10. November 1986) ist ein ehemaliger US-amerikanischer American-Football-Spieler. Er spielte sieben Saisons auf der Position des Tight Ends in der National Football League (NFL).

## NFL

### Cincinnati Bengals
Coffman wurde als 98. Spieler in der dritten Runde des NFL Draft 2009 von den Cincinnati Bengals ausgewählt. Am 9. Dezember 2009 wurde Coffman aufgrund einer Verletzung des linken Knöchels auf die Injured Reserve List platziert, was seine Saison beendete. Er beendete seine Rookie-Saison ohne je gespielt zu haben.
Am 4. September 2010 entließen die Bengals Coffman und verpflichteten ihn am folgenden Tag für ihren Practice Squad. Am 4. September 2011 wurde er erneut entlassen und am Folgetag erneut für den Practice Squad verpflichtet. Nach Ende der Saison 2011 wurde sein Vertrag nicht verlängert.

### Tampa Bay Buccaneers
Am 21. Februar 2012 unterschrieb Coffman bei den Tampa Bay Buccaneers als Free Agent. Am 6. August 2012 wurde er wieder entlassen.

### Atlanta Falcons
Am 11. August 2012 verpflichteten die Atlanta Falcons Coffman, entließen ihn jedoch bereits 14 Tage später. Am 2. September 2012 verpflichteten die Falcons Coffman für ihren Practice Squad. Am 13. November 2012 wurde er für den Hauptkader aktiviert und nach Ende der Saison 2013 entlassen.

### Tennessee Titans
Coffman wurde am 6. August 2014 von den Tennessee Titans verpflichtet. Am 30. August wurde er entlassen, jedoch am 23. September 2014 wiederverpflichtet.
Am 9. November 2014 sorgte Coffman für einen Eklat, als er nach einem Interception von Zach Mettenberger zur gegnerischen Trainerbank lief und den Assistenztrainer der Baltimore Ravens Tony Coaxum zu Boden stieß. Die NFL verurteilte ihn deshalb zu einer Geldstrafe in Höhe von 30.000 US-Dollar.
Während der Off-Season vor der Saison 2015 wurde Coffman mehrfach von den Titans entlassen und wiedereingestellt, konnte sich aber letztendlich nicht durchsetzen.

### Seattle Seahawks
Coffman wurde am 1. Dezember 2015 von den Seattle Seahawks verpflichtet, nachdem Jimmy Graham auf der Injured Reserve List platziert wurde. Am 8. Dezember wurde er jedoch wieder entlassen, bevor er am 15. Dezember 2015 wieder bis zum Saisonende verpflichtet wurde.

### Indianapolis Colts
Am 26. Juli 2016 verpflichteten die Indianapolis Colts Coffman, entließen ihn jedoch noch vor dem ersten Regular-Season-Spiel. Am 18. Oktober 2016 wurde er erneut von den Colts verpflichtet. Er spielte am 7. und 8. Spieltag, ehe er am 1. November 2016 erneut entlassen wurde.